# ارادتمند شما
ارادتمند شما (สุดเสน่หา) یک فیلم عاشقانه تایلندی به کارگردانی اپیچاتپونگ ویراستاکول است که در سال ۲۰۰۲ منتشر شد.
این فیلم برندهٔ جایزهٔ نوعی نگاه در جشنواره فیلم کن ۲۰۰۲ شد.